# Chiesa di Santa Chiara (Guardiagrele)
La chiesa di Santa Chiara, nota anche come la "Madonna del Popolo", trova a Guardiagrele, in provincia di Chieti.

## Storia e descrizione
Originariamente era annessa ad un convento delle clarisse, fondato secondo la tradizione nel 1220; tuttavia pre che con Tommasa di Palearia contessa di Manoppello, il convento fu fondato nel 1276. Nel 1291 una bolla di papa Nicola II menziona il convento; nel testamento di Napoleone II Orsini signore di Manoppello e Guardiagrele, è menzionato il convento, anno 1385Nel 1591 la famiglia Ugni fondò nel centro di Guardiagrele un altro monastero per le Clarisse delle Xitelle povere, ed esiste tutt'oggi, grazia al lascito di Isabella di Giovanni Francesco Ugni. Diversi vescovi di Chieti fecero le Visite alla chiesa, nella visita di Michele de Palma di Chieti del 1748 sono ricordati tre altari laterali; nel 1759 Mons. Sanchez de Luna di Chieti dette disposizioni circa il regolamento della vita claustrale delle monache, con articoli piuttosto severi. Lo storico locale Giuseppe Iezzi testimonia che i ruderi di tale monastero erano visibili fino agli anni trenta. Nel corso dei secoli ha subito numerosi interventi, fino a giungere all'attuale aspetto barocco.
Il convento fu soppresso nel 1809 e nel 1867, l'edificio venne requisito e demolito, l'orto delle monache fu trasformato nel 1913 nella villa comunale del paese. Nel 1927 con il restauro della facciata e del portale, la chiesa fu riconsacrata a Maria Santissima del Popolo, ospitano la sede della preesistente chiesa presso il Duomo, sconsacrata e adibita a magazzini.
La facciata non si distingue per particolari elementi, fatta eccezione per il portale neo romanico del 1927 opera dello scultore Felice Giuliante. Il campanile è una piccola torre. L'interno, a navata unica, presenta ricche decorazioni in stucco di gusto settecentesco, della bottega di Gian Girolamo Rizza. Oltre all'altare maggiore vi sono due altari laterali, un pulpito intagliato e un crocifisso, entrambi in legno, riconducibili al periodo della ristrutturazione tardobarocca. Al XVIII e XIX secolo risalgono anche le tele sulle pareti:
- Natività con San Francesco e Santa Chiara di Nicola Ranieri;
- Pietà o Compianto sul Cristo morto di Donato Teodoro, autore anche del dipinto sulla volta raffigurante la Caduta degli Angeli ribelli, copia del dipinto della volta della chiesa di Santa Maria della Civitella di Chieti, sempre da lui dipinta;
- Cristo e l'adultera, di Donato Teodoro, tela nel riquadro a parete di sinistra;
- Madonna Immacolata tra San Rocco e San Vincenzo', opera di Donato Teodoro
- Statua della Madonna del Popolo, nicchia dell'altare centrale
- Cristo morto, opera bottega Ferrari di Guardiagrele
- Madonna col Bambino e San Giovannino, insieme a San Giuseppe, di Nicola Ranieri
- San Giovanni evangelista scrive il Vangelo, opera di Nicola Ranieri
- Pulpito ligneo del XVIII sec, di bottega locale.

## Galleria d'immagini

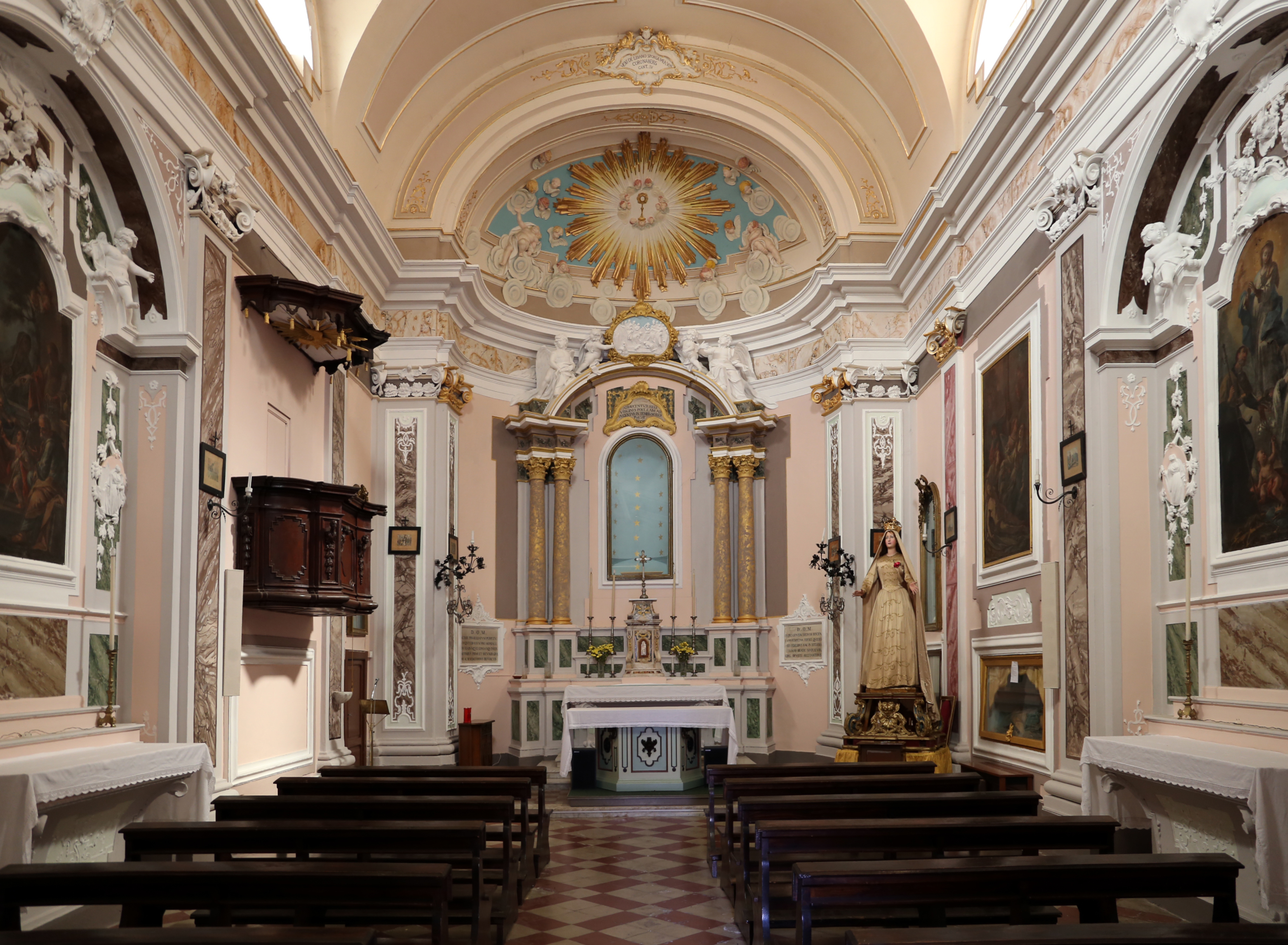
L'interno
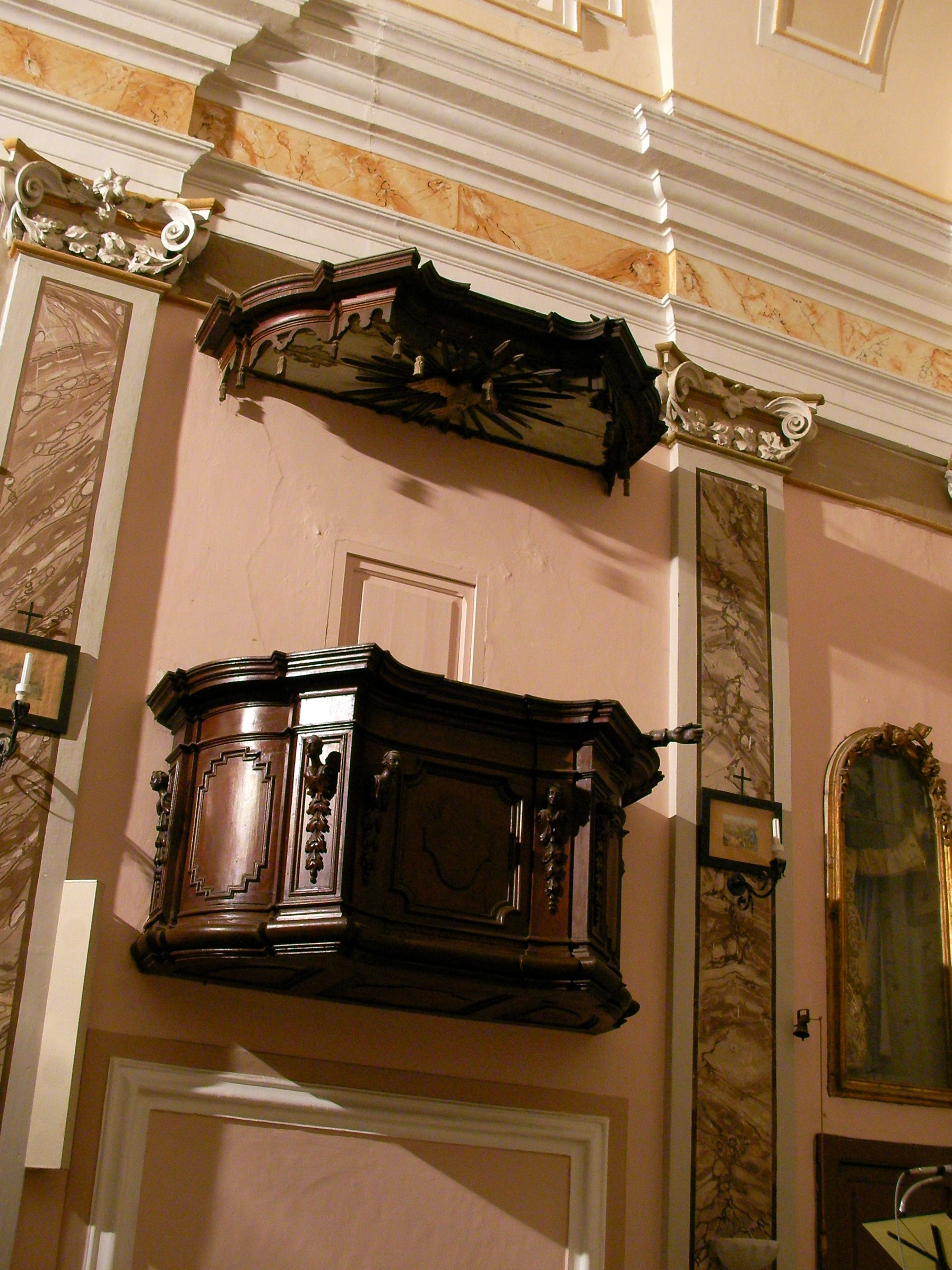
Il pulpito
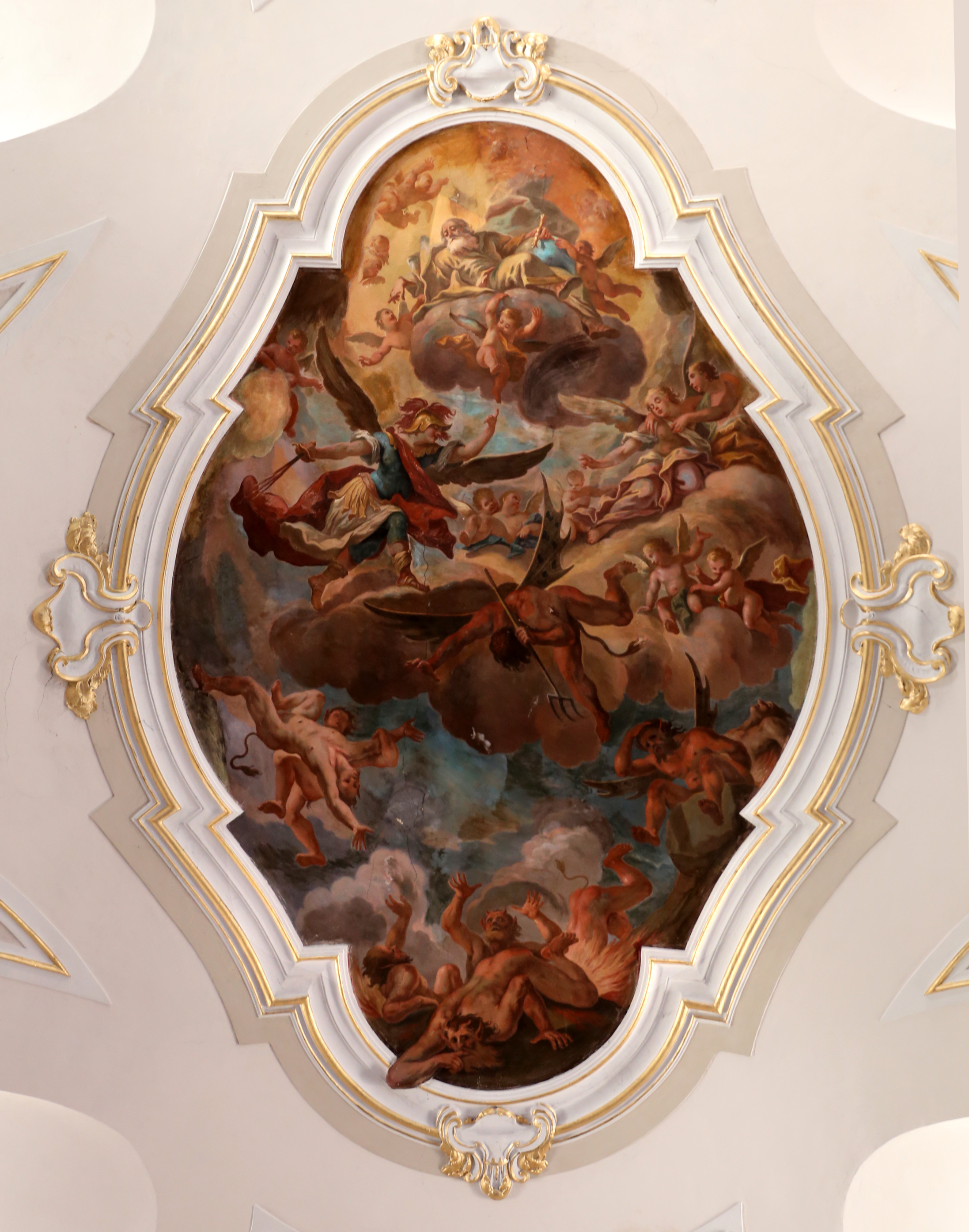
Affresco di Donato Teodoro
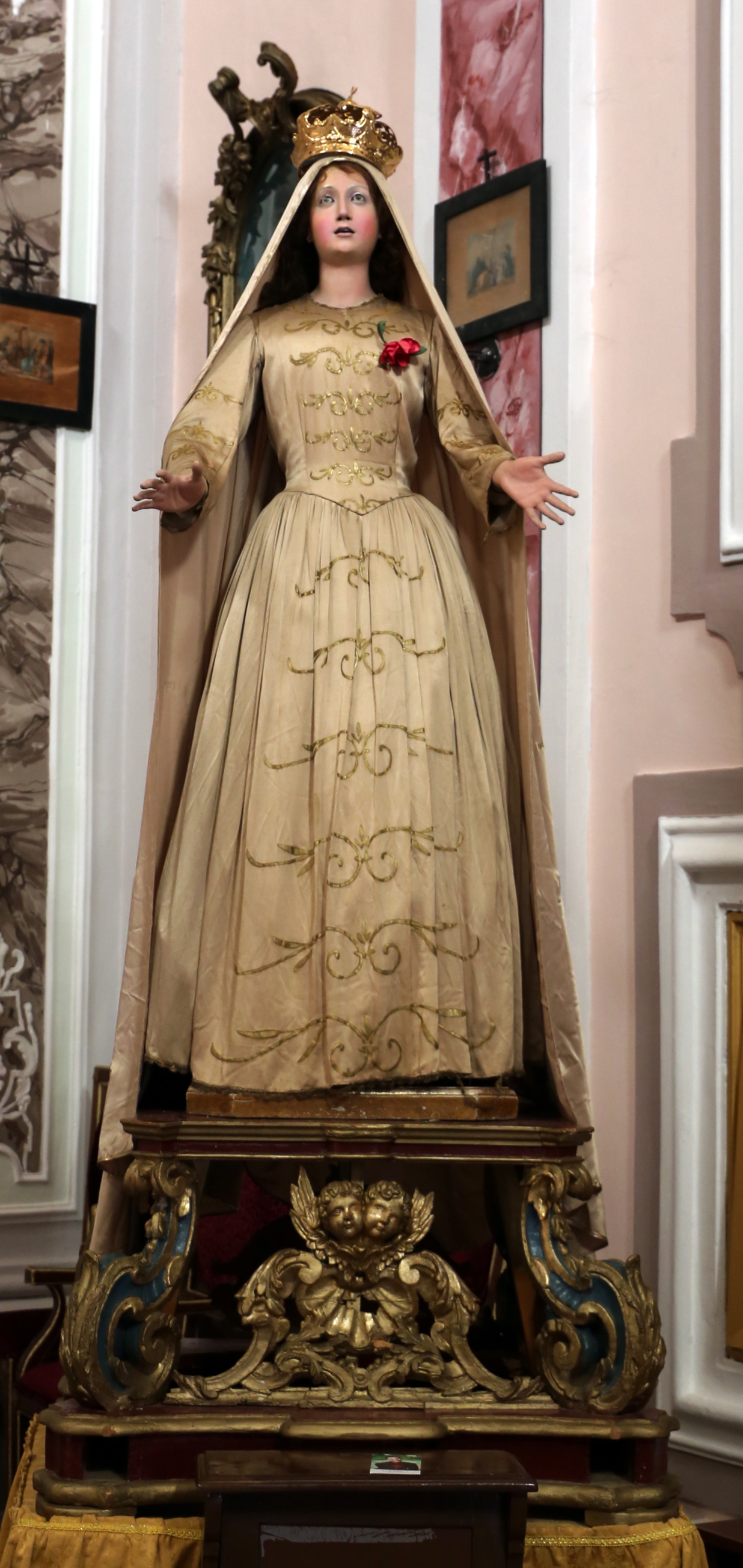
Statua sacra